# Giuseppe Ambrosoli
Giuseppe Ambrosoli (* 25. Juli 1923 in Ronago, Italien; † 27. März 1987 in Lira, Uganda) war ein italienischer katholischer Priester und Mitglied der Kongregation der Comboni-Missionare vom Herzen Jesu (MCJJ). Er diente als Arzt und Chirurg sowie als Philanthrop und Pädagoge bei Missionen in Uganda. Nach seinem anschließenden Medizinstudium studierte er Theologie. Er schloss sich anschließend den Comboni-Missionaren an, wurde nach Uganda geschickt und wurde aufgrund seiner liebevollen und mitfühlenden Behandlung kranker Menschen als „Heiliger Arzt“ bekannt.
Sein Heiligsprechungsverfahren wurde 1999 in Uganda eingeleitet und ihm wurde der Titel Ehrwürdiger Diener Gottes verliehen. Papst Franziskus sprach Ambrosoli am 20. November 2022 selig.

## Leben

### Familie, Ausbildung und Studien (1923–1955)
Giuseppe Ambrosoli wurde 1923 in Ronago als siebter Sohn von Giovanni Battista Ambrosoli und Palmira Valli geboren. Sein Urgroßvater väterlicherseits arbeitete als Bibliothekar.
Ambrosoli besuchte zunächst die Schule in Como und später bei den Piaristen in Genua, bevor er nach Como zurückkehrte, um dort sein Abitur zu machen, welches er 1942 abschloss. Er trat dem „Cenacle“ bei, einem Zweig der Azione Cattolica, der vom Franziskaner Silvio Riva geleitet wurde. Ambrosoli lernte Riva kennen, der ihm als spiritueller Führer diente und ihn in seiner religiösen Ausbildung unterstützte.
Ambrosoli studierte Medizin an der Universität Mailand, musste sein Studium jedoch aufgrund des Zweiten Weltkriegs abbrechen. Im September 1943 riskierte er sein eigenes Leben, als er schwor, eine große Anzahl Juden zu retten, um ihnen sicher über die Grenze in die Schweiz zu verhelfen und vor der Deportation in die Konzentrationslager zu bewahren. Er selbst suchte anschließend Zuflucht bei ihnen, da er selbst Angst vor der Gefangennahme bei seiner Heimkehr hatte. Nach seiner Heimkehr im Frühjahr 1944 wurde er zum Kriegsdienst eingezogen und trat diesen am 27. März 1944 an. Er war im Lager Heuberg in Stetten am kalten Markt stationiert und kehrte erst im Dezember 1944 wieder zurück nach Italien. Er diente anschließend in Collecchio bei Parma und in Berceto, wo er für seine Nähe zu den Armen der Stadt bekannt wurde.
Nach Kriegsende nahm er im November 1946 sein Studium wieder auf und schloss es am 28. Juli 1949 mit dem Doktor der Medizin ab. Anschließend erwarb er an einer Hochschule in London ein Diplom in Tropenmedizin und kehrte in seine Heimat zurück. Er begann am 18. Oktober 1951 in Gozzano sein Noviziat zum Priester. 1953 legte er seine erste Profess ab. Die Priesterweihe empfing er am 17. Dezember 1955 im Dom zu Mailand durch den Mailänder Erzbischof Giovanni Battista Montini, den späteren Papst Paul VI.

### Priester der Comboni-Missionare (1956–1987)
Ambrosoli wurde Mitglied der Kongregation der Comboni-Missionare vom Herzen Jesu und wurde zum 1. Februar 1956 nach Kalongo im Norden Ugandas versetzt. Dort diente er als Gemeindepfarrer und leitete eine Klinik, in der damals viele Leprafälle auftraten. Er lernte Acholi, um sich besser mit den Einheimischen verständigen zu können.
1957 begann er mit der Umwandlung der Klinik in das Kalongo-Krankenhaus, das um 345 Betten erweitert wurde. Ihm wird die Umgestaltung der Versorgung der Leprakranken zugeschrieben, in dem er sie in dasselbe Krankenhaus wie andere Patienten einwies, anstatt sie in einer abgesonderten Leprastation zu behandeln. Diese Leprastation wurde damals schlecht betreut und führte zur Vernachlässigung der Patienten. 1959 gründete er die Saint Mary's School of Midwivery mit der Absicht, die Versorgung der Patienten zukünftig an das lokale, ugandische Personal zu übergeben.
Ambrosoli liebte die Schriften des Heiligen Charles de Foucauld. Er war davon überzeugt, dass ein Arzt dazu berufen war, seine Arbeit dem Leiden Jesu Christi angesichts der Armen und Verletzlichen zu widmen und sagte häufig: „Ich bin sein Diener für die leidenden Menschen“ und „Gott ist Liebe“. Als Konserven für Bluttransfusionen knapp waren, spendete er selbst Blut an Bedürftige.
Am 13. Februar 1987, als in der Region Acholi und den benachbarten Regionen Lango und Teso ein Aufstand im Rahmen des LRA-Konflikts wütete, evakuierten die Streitkräfte Ugandas (UPDF) gewaltsam das Personal und die Patienten des Kalongo-Krankenhauses und zündeten die zurückgelassenen Medikamente und Vorräte an, um zu verhindern, dass sie in die Hände der Lord’s Resistance Army (LRA) fielen. Ambrosoli hatte 24 Stunden Zeit, das Krankenhaus zu räumen. Die Krankenpflegeschule wurde für kurze Zeit in das Angal-Krankenhaus verlegt. Das Kalongo-Krankenhaus wurde 1989 als Doctor Ambrosoli Memorial Hospital neu gegründet und die Krankenpflegeschule 1990 zurück nach Kalongo verlegt.

### Letzte Tage und Tod (1987)
Am 22. März 1987 feierte Ambrosoli seine letzte Messe in der Kapelle des Comboni-Kollegs und hatte am Nachmittag bereits Fieber. Er ging zu Bett und die Nonnen wurden über seinen Zustand informiert, da er und andere glaubten, er hätte eine Malariainfektion. Mit hohem Fieber begann seine Behandlung am 23. März 1987 und es wurde eine Nierenerkrankung diagnostiziert. Er selbst schätzte seine Überlebenschancen pessimistisch ein. Am Folgetag musste er sich übergeben und sein Zustand verschlechterte sich zunehmend. In der Nacht vom 26. auf den 27. März 1987 wachte Schwester Romilde am Bett Ambrosolis und verabreichte im medikamentöse Infusionen. Er bat um das Abnehmen der Beichte durch Pater Marchetti. Um 5 Uhr morgens fühlte er sich zwar besser, vertraute Schwester Romilde jedoch an, dass er nur noch ein paar Stunden zu leben habe. Dennoch zeigte er sich zufrieden und sagte: „So sei es Gottes Wille.“
Ambrosoli starb am 27. März 1987 um 13.50 Uhr in der Comboni-Mission in Lira. Als Todesursache wird Nierenversagen angegeben.
Kardinal Gianfranco Ravasi lobte Ambrosoli für seinen „Glauben an Christus und die christliche Liebe, der er sein gesamtes Leben geweiht hatte.“

## Selig- und Heiligsprechung
Der Seligsprechungsprozess nahm seine erste Hürde, nachdem das Forum für den lokalen Prozess am 16. April 1999 von Lira, wo Ambrosio starb, nach Gulu verlegt wurde. Der Prozess wurde am 17. Juli 1999 unter Papst Johannes Paul II. eingeleitet, nachdem das Dikasterium für die Selig- und Heiligsprechungsprozesse (DCS) das Edikt nihil obstat (keine Einwände gegen den Prozess) erlassen und Ambrosoli zum Ehrwürdigen Diener Gottes ernannt hatte. John Baptist Odama eröffnete am 22. August 1999 den diözesanen Untersuchungsprozess in Gulu und schloss diesen am 4. Februar 2001 ab. Alle Dokumente sollten zur weiteren Untersuchung an das DCS nach Rom geschickt werden. Dies konnte jedoch erst erfolgen, als in Como ein weiterer Prozess stattfand, den Renato Corti vom 7. November 1999 bis zum 30. Juni 2001 beaufsichtigte. Das DCS validierte die beiden Prozesse am 4. Juni 2004 und erhielt 2009 das Positio-Dossier der Postulation zur Untersuchung.
Dem Fall wurde am 4. Dezember 2014 von neun Theologen einstimmig zugestimmt. Carlo Pellegrino leitete die Versammlung und überwies den Fall den Kardinals- und Bischofsmitglieder des DCS zur Entscheidung. Der Präfekt der DCS Kardinal Angelo Amato leitete die Versammlung am 15. Dezember 2015, bei dem dem Fall zugestimmt wurde.
Medizinische Experten bestätigten am 28. März 2019 ein Ambrosoli zugeschriebenes Wunder. Papst Franziskus bestätigte dies am 28. November 2019, was die Seligsprechung Ambrosolis ermöglichte. Die Seligsprechung sollte zunächst am 22. November 2020 in Kalongo stattfinden. Aufgrund der COVID-19-Pandemie wurde sie auf den 21. November 2021 und schließlich auf den 20. November 2022 verschoben. Im Rahmen der Seligsprechung würdigten mehrere kirchliche Würdenträger wie Kardinal Oscar Cantoni und Erzbischof John Baptist Odama Ambrosoli.
Derzeitiger Postulator für die Heiligsprechung ist Comboni-Priester Arnaldo Baritussio.

## Nachwirken
In N’Djamena im Tschad entsteht ein medizinisches Zentrum, welches den Namen Ambrosolis trägt.
Eine Reliquie Ambrosolis ist seit Dezember 2024 im Altar der Lagerkapelle im Lager Heuberg in Stetten am kalten Markt eingelassen.